# Creier Boltzmann

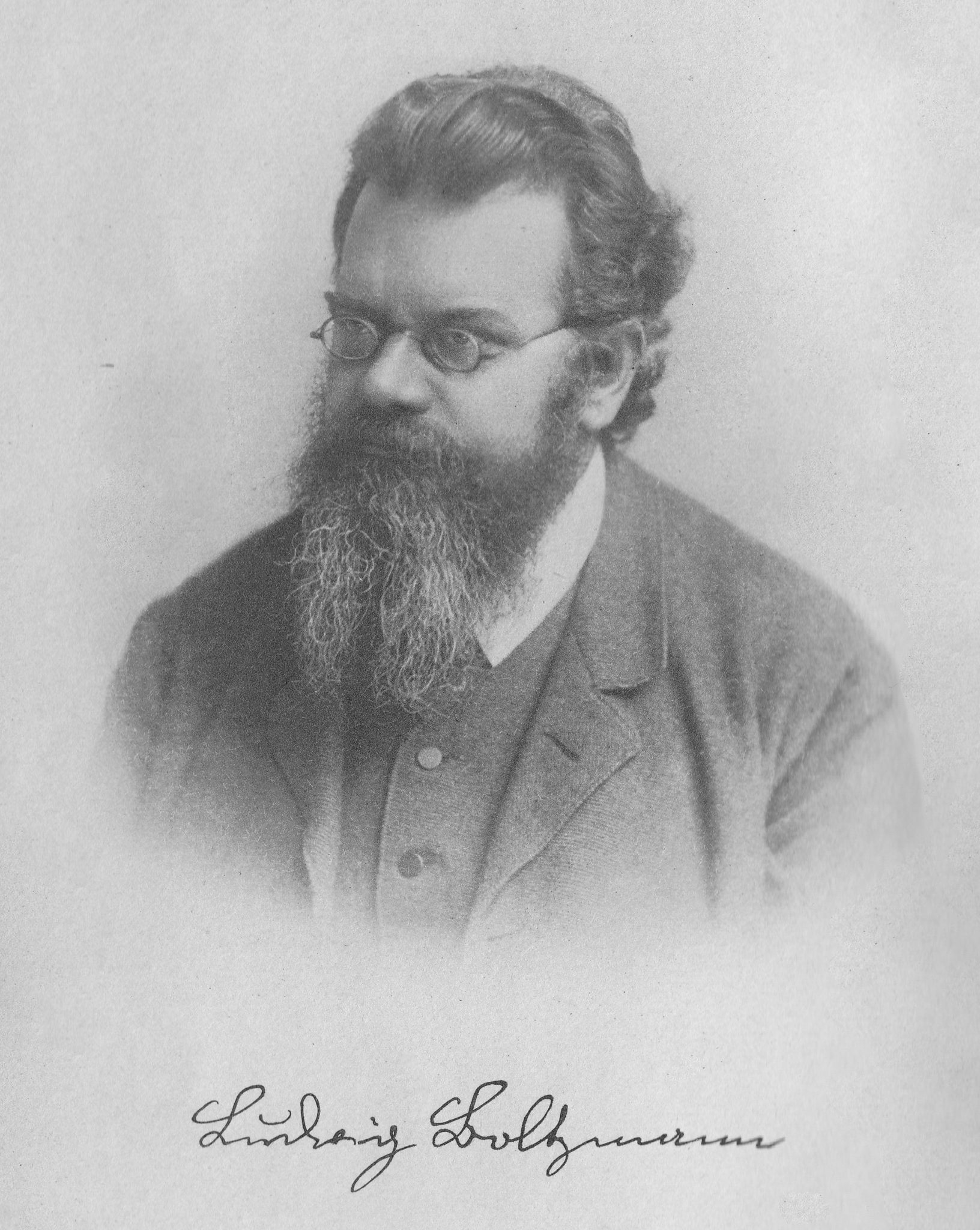
Ludwig Boltzmann, după care creierul Boltzmann este numit. Fizicianul a sugerat că universul este observat într-o stare puțin probabilă și în afara echilibrului, deoarece doar existența aleatorie a unor astfel de stări permite existența creierelor conștiente și, într-o oarecare măsură, a universului.

Argumentul creierului Boltzmann sugerează că este mai probabil ca un singur creier să se formeze în mod spontan și în scurt timp într-un vid (împreună cu o falsă amintire a existenței în universul nostru) decât ca întregul univers să se formeze așa cum crede știința modernă. A fost propus mai întâi ca răspuns reductio ad absurdum la explicația timpurie a lui Ludwig Boltzmann privind starea de entropie scăzută a universului nostru.
Un creier Boltzmann este un obiect ipotetic, rezultat din fluctuațiile cuantice din orice sistem și din capacitatea de a ajunge la conștiința de sine. Posibilitatea apariției unor astfel de obiecte este luată în considerare în unele experimente de gândire și în cosmologia modernă. Conform acestei ipoteze, viața și universul ar putea fi doar un singur gând.
Termenul de creier Boltzmann (în engleză Boltzmann brain) a fost propus în 2004 de Andreas Albrecht și Lorenzo Sorbo.
Matematicianul englez Roger Penrose a estimat că probabilitatea ca universul în care trăim să fie exact așa cum îl vedem în prezent este de 1 din 1010123. Pe de altă parte, probabilitatea existenței Universului ca un creier Boltzmann cu amintiri ale unor evenimente care nu au avut loc și impresii senzoriale false, care a fost creat de fluctuații cuantice în vid, este de 1 din 101051; probabilitate mult mai mare decât prima. Chiar dacă majoritatea oamenilor de știință pun la îndoială această teorie și acceptă teorii ca Big Bang-ul, această ipoteză nu poate fi exclusă cu mijloacele și metodele științifice actuale.
Paradoxul creierului Boltzmann spune că este mult mai probabil ca orice observator (creierul conștient de sine plus amintirile) să fie un creier Boltzmann decât un creier apărut prin evoluție. Sean M. Carroll a respins paradoxul ca instabil cognitiv și a afirmat că este mai ușor să apară un nou univers (și creierele care vor evolua în interiorul său) decât să apară creierul însuși.

## Istorie
Filosoful roman Titus Lucretius Carus a avut ideea că lumea există veșnic și este formată doar din vid (gol) și atomi, care, mișcându-se veșnic în gol și ciocnindu-se unul cu celălalt, formează diverse configurații temporare, dintre care una este partea Universului pe care o observăm.
În secolul al XIX-lea, Ludwig Boltzmann a aderat la puncte de vedere similare, crezând că universul există pentru totdeauna în timp atât în direcția trecutului cât și a viitorului și este un fel de gaz omogen de atomi într-o stare de echilibru termodinamic cu entropie maximă. În diferite regiuni ale unui astfel de gaz, din când în când, pot apărea fluctuații pe termen scurt, care scad pe scurt entropia într-o anumită regiune a spațiului. Boltzmann a sugerat că volumul observat al Universului, care include o structură organizată formată din stele, planete și ființe vii, este doar o astfel de fluctuație. Într-adevăr, dacă o astfel de lume există pentru totdeauna, atunci chiar și cele mai improbabile fluctuații apar mai devreme sau mai târziu, inclusiv cele în care se formează regiuni similare Universului pe care le observăm. Cu toate acestea, la o investigație ulterioară a acestei probleme, s-a dovedit că acest scenariu nu este susținut de observații. Pentru un astfel de caz relativ simplu (un sistem într-o stare de echilibru termodinamic), este posibil să se calculeze densitatea de probabilitate a diferitelor fluctuații. Reiese că cu cât scăderea entropiei în timpul fluctuațiilor este mai puternică, cu atât mai puțin frecvente apar astfel de fluctuații. Formarea Sistemului Solar din aceste fluctuații este mai probabilă decât formarea întregului univers. Și formarea unui singur observator uman este mai probabilă decât formarea unui întreg sistem stelar. Și chiar este mai probabilă formarea unui singur creier decât o persoană întreagă. Prin urmare, s-a ajuns la concluzia că, în acest caz, am fi mai predispuși să ne găsim singuri și înconjurați de un gaz haotic omogen cu entropie maximă decât să observăm întregul Univers ordonat din jurul nostru. Acest lucru i-a determinat pe oamenii de știință să concluzioneze că scenariul (creierul) Boltzmann este infirmat de observație.

Animație a unor fluctuații cuantice

Astfel de entități sub formă de creiere solitare, rezultate din fluctuații și înconjurate de un gaz haotic omogen într-o stare de echilibru cu entropie ridicată, au fost numite „creiere Boltzmann”. Acest termen a fost introdus de Andreas Albrecht și Lorenzo Sorbo.
De asemenea, ar trebui să se țină seama de faptul că, dacă legile fizice ale Universului permit o probabilitate mare a apariției vieții dintr-o cantitate de gaz ca urmare a evoluției (ca în sistemul solar), atunci se poate dovedi că această probabilitate va fi mai mare decât probabilitatea apariției unui creier Boltzmann separat. Acest lucru se datorează faptului că nu contează cu adevărat cât de exact au fost localizate moleculele de gaz la început, contează doar numărul de molecule. Și dacă probabilitatea apariției vieții în Universul nostru este cu adevărat ridicată, atunci se poate dovedi că este mai mare probabilitatea apariției unui număr mare de atomi (în special Big Bang-ul) și molecule și apoi apariția vieții decât apariția bruscă a unui număr relativ mic de molecule, dar foarte ordonate, care să formeze creierul Boltzmann.

## Cosmologie modernă
Conform punctelor de vedere ale cosmologiei moderne, Universul nostru are o densitate pozitivă a energiei în vid, prin urmare se extinde cu o viteză accelerată pentru totdeauna. Mai devreme sau mai târziu, stelele își vor epuiza rezervele de hidrogen și alte elemente chimice capabile să susțină reacții nucleare din interiorul lor și se vor stinge. Unele dintre ele se vor transforma în găuri negre, care ulterior se vor evapora din cauza radiației Hawking... În cele din urmă, în cazul expansiunii eterne a Universului, densitatea tuturor tipurilor de materie obișnuită (cu excepția vidului) va scădea atât de mult încât Universul nu va fi practic altceva decât spațiu gol cu energie pozitivă de vid, numit spațiu de Sitter sau vid de Sitter. Un astfel de vid are o temperatură scăzută T=10-29K, prin urmare în mod constant apar fluctuații, care pot duce și la formarea creierelor Boltzmann. Aceasta înseamnă că, deși scenariul original al unui Boltzmann este incorect, paradoxul creierului Boltzmann poate fi valabil și în lumea reală. Perioada de existență a Universului, când viața poate exista în el sub formă de observatori „normali”, este finită; dar într-o stare de vid de Sitter, Universul va rămâne pentru totdeauna. Atunci întrebarea este de ce oamenii se găsesc sub forma unor observatori „normali” care apar în cursul evoluției și nu sub forma creierelor Boltzmann într-un vid de Sitter.
Cu toate că un creier Boltzmann poate apărea într-un vid de Sitter, probabilitatea ca acest lucru să se întâmple este foarte mică. Conform lucrărilor lui Andrei Linde, un astfel de eveniment poate avea loc aproximativ o dată la 101050ani. Dar dacă timpul de existență al Universului este infinit, atunci numărul acestor evenimente va fi, de asemenea, infinit de mare. Într-un Univers infinit, numărul de creiere Boltzmann și creierele „normale” (produse evolutive) vor fi la fel de egale cu infinitul. Concluzii suplimentare depind de calcule exacte ale densității probabilității formării creierelor Boltzmann (care rezultă din fluctuații) și a creierelor „normale” (care apar în cursul evoluției). Dacă densitatea probabilității formării unui creier Boltzmann este mai mare, atunci apare un paradox (Paradoxul creierului Boltzmann, o problemă în cosmologia modernă): un obiect ales în mod aleatoriu în Univers cu mintea este mult mai probabil să fie rezultatul fluctuațiilor decât un produs al evoluției... Dacă densitatea probabilității formării unui creier „normal” se dovedește a fi mai mare, atunci în acest caz este cel mai probabil să fie un produs al evoluției și nu un creier Boltzmann.
Potrivit fizicianului și cosmologului teoretic Sean Carroll, în acest moment nu există nicio modalitate de a afla ce se va forma mai mult în diferite scenarii ale multiversului  - creierul Boltzmann sau creierul „normal” - deoarece pentru a calcula și compara probabilitățile nașterii universuri, este nevoie de o teorie a gravitației cuantice, care încă nu a fost construită. În plus, trebuie amintit că problema creierului Boltzmann apare sub două ipoteze:
1. Există o valoare maximă a entropiei;
2. Universul se află într-o stare de echilibru cu valoarea maximă a entropiei, care nu are unde să crească mai departe.

Dacă aceste ipoteze nu sunt îndeplinite, atunci în această etapă a dezvoltării științei nu există nicio modalitate de a efectua calcule și de a compara probabilitățile de formare a creierului Boltzmann și a celui „normal”. Pentru a compara probabilitățile, în momentul de față, se folosește doar raționamentele calitative generale, care însă nu permit extragerea de concluzii precise și se contrazic reciproc.
Pe baza unor evoluții ale teoriei gravitației cuantice, Sean Carroll propune un scenariu ipotetic al multiversului, în care fiecare univers, mai devreme sau mai târziu, ajungând într-o stare de entropie ridicată sub forma unui vid de Sitter, datorită fluctuațiilor cuantice ale vidului și ale spațiului în sine, timpul generează universuri noi, care sunt separate de primul și încep o existență independentă. Într-un univers nou, la început există o entropie scăzută și domină energia vidului fals, urmată de inflația sa, iar după ce acesta se termină și energia vidului fals se transformă în materie obișnuită (particule și radiații), atunci totul se întâmplă în conformitate cu modelul standard al Big Bang-ului: este posibil să apară galaxii, stele, planete și viață. Creierele Boltzmann apar uneori în universul părinte. Cu toate acestea, formarea unui creier Boltzmann este un eveniment puțin probabil în care entropia scade. În scenariul descris mai sus pentru formarea unui univers nou-născut, universul trebuie să evolueze într-un spațiu de Sitter cu entropie mare plus un mic univers nou. Și, deși entropia noului univers este mică, totuși, entropia totală este încă mai mare decât a fost înainte de acest eveniment. Aceasta nu este o fluctuație a unei configurații de echilibru, de entropie mare într-o stare de entropie scăzută, ci transformarea unei stări de entropie mare într-o stare cu o entropie și mai mare. Prin urmare, este foarte posibil ca în acest scenariu să se formeze universuri noi mai des decât apariția creierelor Boltzmann. Și fiecare univers potrivit pentru apariția vieții este capabil să genereze un număr imens de observatori. Prin urmare, este de asemenea posibil ca în acest scenariu numărul de observatori „normali” să fie mai mare decât numărul de creiere Boltzmann. Cu toate acestea, după cum a remarcat Sean Carroll, starea actuală de dezvoltare a teoriei gravitației cuantice nu permite calcule exacte și compararea probabilităților. Acest scenariu demonstrează doar că paradoxul creierului Boltzmann este, în principiu, posibil. Punctul cheie al acestui scenariu este că multiversul nu are o stare de entropie maximă, iar multiversul nu se află într-o stare de echilibru, ci se află într-o stare de creștere infinită a entropiei. capabil să genereze un număr imens de observatori.
Sean Carroll crede, de asemenea, că dacă interpretarea multiple-lumi a mecanicii cuantice este corectă, problema creierului Boltzmann dispare. În interpretarea De Broglie–Bohm, în care actul de observare nu joacă un rol important, paradoxul este, de asemenea, interzis. Cu toate acestea, în alte interpretări existența creierului Boltzmann, deși improbabilă (dar nu imposibilă), este permisă.
În plus, trebuie avut în vedere faptul că paradoxul creierului Boltzmann se bazează pe ipoteza nedovedită că suntem observatori tipici în univers (sau multivers). Deși, în opinia multor oameni de știință, această ipoteză este utilă, deoarece face posibilă realizarea de previziuni statistice, ipoteza nu a fost dovedită și, în sine, duce la o serie de probleme. Chiar dacă majoritatea observatorilor sunt creiere Boltzmann, s-ar putea să ajungem ca noi să aparținem clasei privilegiate a unei minorități de observatori „normali”.

## În cultura populară
În filmul Gardienii Galaxiei Vol. 2 (2017), planeta inteligentă Ego și-a început existența ca un creier Boltzmann. 
În Dirk Gently's Holistic Detective Agency, numele personajelor principale (fratele și sora) sunt Brotzman (care este o referință directă). Aceste personaje au reușit să modeleze involuntar lumea din jurul lor.
În Chthon, primul roman al lui Piers Anthony, protagonistul principal este o minte anorganică, formată spontan în interiorul planetei, unde personajul principal ajunge să execute o condamnare pe viață.